# Fizička vežba
Fizička vežba je svaka telesna aktivnost koja poboljšava ili održava fizičku kondiciju i opšte zdravlje i dobrostanje.
Fizičko vežbanje se izvodi iz različitih razloga, kako bi se potpomogao rast i poboljšala snaga, usporilo starenje, razvili mišići i kardiovaskularni sistem, usavršile atletske veštine, izgubili kilogrami ili radi održavanja, poboljšanja zdravlja, a takođe i radi uživanja. Mnogi se odlučuju za vežbanje napolju gde se mogu okupljati u grupama, družiti se i poboljšavati blagostanje.
Što se tiče zdravstvenih koristi, količina preporučene vežbe zavisi od cilja, vrste vežbanja i starosti osobe. Vršenje čak i male količine vežbi zdravije je nego da se ništa ne radi.

## Klasifikacija
Fizičke vežbe se generalno grupišu u tri tipa, zavisno od sveukupnog uticaja koji imaju na ljudsko telo:
- Aerobično vežbanje je svaka fizička aktivnost koja koristi velike mišićne grupe i uzrokuje da telo koristi više kiseonika nego što bi to činilo dok se odmara.[5] Cilj aerobičke vežbe je da se poveća kardiovaskularna izdržljivost.[6] Primeri aerobnih vežbi uključuju trčanje, vožnju biciklom, plivanje, brzo hodanje, preskakanje kanapa, veslanje, planinarenje, ples, igranje tenisa, kontinuirani trening i trčanje na duže staze.[5]
- Anaerobično vežbanje, koja uključuje trening snage i otpornosti, može da učvrsti, ojača i poveća mišićnu masu, kao i da poboljša gustinu kostiju, ravnotežu i koordinaciju.[5] Primeri vežbi snage su sklekovi, podizanje rukama, iskoračivanje, čučnjevi, podizanje tegova ležeći na klupi. Anaerobično vežba takođe uključuje trening sa utezima, funkcionalni trening, ekscentrični trening, intervalni trening, sprintovanje i intervalni trening visokog intenziteta povećavaju kratkoročnu mišićnu snagu.[5][7]
- Vežbe fleksibilnosti istežu i produžuju mišiće.[5] Aktivnosti poput istezanja pomažu u poboljšanju fleksibilnosti zglobova i održavanju mišića gibkim.[5] Cilj je da se poboljša opseg kretanja što može umanjiti šanse za povrede.[5][8]

Fizička vežba takođe može da uključuje trening koji se fokusira na tačnost, okretnost, snagu i brzinu.
Vrste vežbi takođe se mogu klasifikovati kao dinamičke ili statičke. Dinamičke vežbe, poput postojanog trčanja, imaju tendenciju da smanjenje dijastoličkog krvnog pritiska tokom vežbanja, zahvaljujući poboljšanom protoku krvi. Suprotno tome, statičko vežbanje (kao što je dizanje tegova) može da prouzrokuje značajan porast sistolnog pritiska, mada prolazno, tokom izvođenja vežbe.

## Uticaji na zdravlje
Fizičke vežbe su važne za održavanje fizičke kondicije i mogu doprineti održavanju zdrave težine, regulaciji digestivnog sistema, izgradnji i održavanju zdrave gustine kostiju, snage mišića i pokretljivosti zglobova, unapređenju fiziološkog blagostanja, smanjenju hirurških rizika i jačanju imuniteta. Neke studije pokazuju da vežbanje može da produži očekivani životni vek i ukupan kvalitet života. Ljudi koji učestvuju u umerenim do visokim nivoima fizičkog vežbanja imaju nižu stopu mortaliteta u poređenju sa pojedincima koji nisu fizički aktivni. Umereni nivoi vežbanja su povezani sa sprečavanjem starenja smanjenjem inflamatornog potencijala. Veći deo koristi od vežbanja postiže se sa oko 3500 metaboličkih ekvivalenta (MET) minuta nedeljno, uz sve manji povratak na višim nivoima aktivnosti. Na primer, penjanje uz stepenice 10 minuta, usisavanje 15 minuta, baštovanstvo 20 minuta, trčanje 20 minuta i hodanje ili vožnja biciklom za prevoz 25 minuta na dnevnom nivou zajedno bi postigli oko 3000 MET minuta nedeljno. Nedostatak fizičke aktivnosti uzrokuje približno 6% tereta bolesti od koronarne bolesti srca, 7% dijabetesa tipa 2, 10% raka dojke i 10% raka debelog creva širom sveta. Sve u svemu, fizička neaktivnost uzrokuje 9% prerane smrtnosti širom sveta.

### Kondicija
Većina ljudi može povećati kondiciju povećanjem nivoa fizičke aktivnosti. Povećanje veličine mišića usled treninga otpora je prvenstveno određeno ishranom i testosteronom. Genetska varijacija koja utiče na poboljšanje usled treninga je jedna od ključnih fizioloških razlika između elitnih sportista i šire populacije. Postoje dokazi da vežbanje u srednjim godinama može dovesti do boljih fizičkih sposobnosti kasnije u životu.
Rane motoričke veštine i razvoj takođe su povezani sa fizičkom aktivnošću i performansama kasnije u životu. Deca koja su u ranoj fazi veštija sa motoričkim veštinama sklonija su da budu fizički aktivna i stoga imaju tendenciju da se uspešno bave sportom i imaju bolji nivo kondicije. Rana motorička sposobnost ima pozitivnu korelaciju sa fizičkom aktivnošću i nivoom kondicije u detinjstvu, dok manje poznavanje motoričkih veština dovodi do više sedentarnog načina života.
Vrsta i intenzitet fizičke aktivnosti koje se izvodi mogu uticati na nivo fizičke spremnosti osobe. Postoje neki slabi dokazi da intervalni trening visokog intenziteta može poboljšati maksimalni VO2 osobe nešto više od treninga izdržljivosti nižeg intenziteta. Međutim, nenaučne metode fitnesa mogu dovesti do sportskih povreda.

## Literatura
- Dobbins, Maureen; Husson, Heather; DeCorby, Kara; LaRocca, Rebecca L (28. 2. 2013). Cochrane Database of Systematic Reviews. John Wiley & Sons, Ltd. стр. CD007651. PMID 23450577. doi:10.1002/14651858.cd007651.pub2.
- Hubal MJ, Gordish-Dressman H, Thompson PD, Price TB, Hoffman EP, Angelopoulos TJ, Gordon PM, Moyna NM, Pescatello LS, Visich PS, Zoeller RF, Seip RL, Clarkson PM (jun 2005). „Variability in muscle size and strength gain after unilateral resistance training”. Medicine & Science in Sports & Exercise. 37 (6): 964—72. PMID 15947721.
- Brutsaert TD, Parra EJ (2006). „What makes a champion? Explaining variation in human athletic performance”. Respiratory Physiology & Neurobiology. 151 (2–3): 109—23. PMID 16448865. doi:10.1016/j.resp.2005.12.013.
- Geddes, Linda (28. 7. 2007). „Superhuman”. New Scientist. стр. 35—41.